# دوروتی چندلر پاویون
دوروتی چندلر پاویون (انگلیسی: Dorothy Chandler Pavilion) یکی از چهار سالن مرکز موسیقی لس آنجلس است.
این سالن که در سال ۱۹۶۴ تأسیس شده دارای ۳٬۱۵۶ نفر ظرفیت می‌باشد، سالن دوروتی چندلر پاویون یکی از سه سالن بزرگ نمایش در کشور ایالات متحده آمریکا است.

## نگارخانه

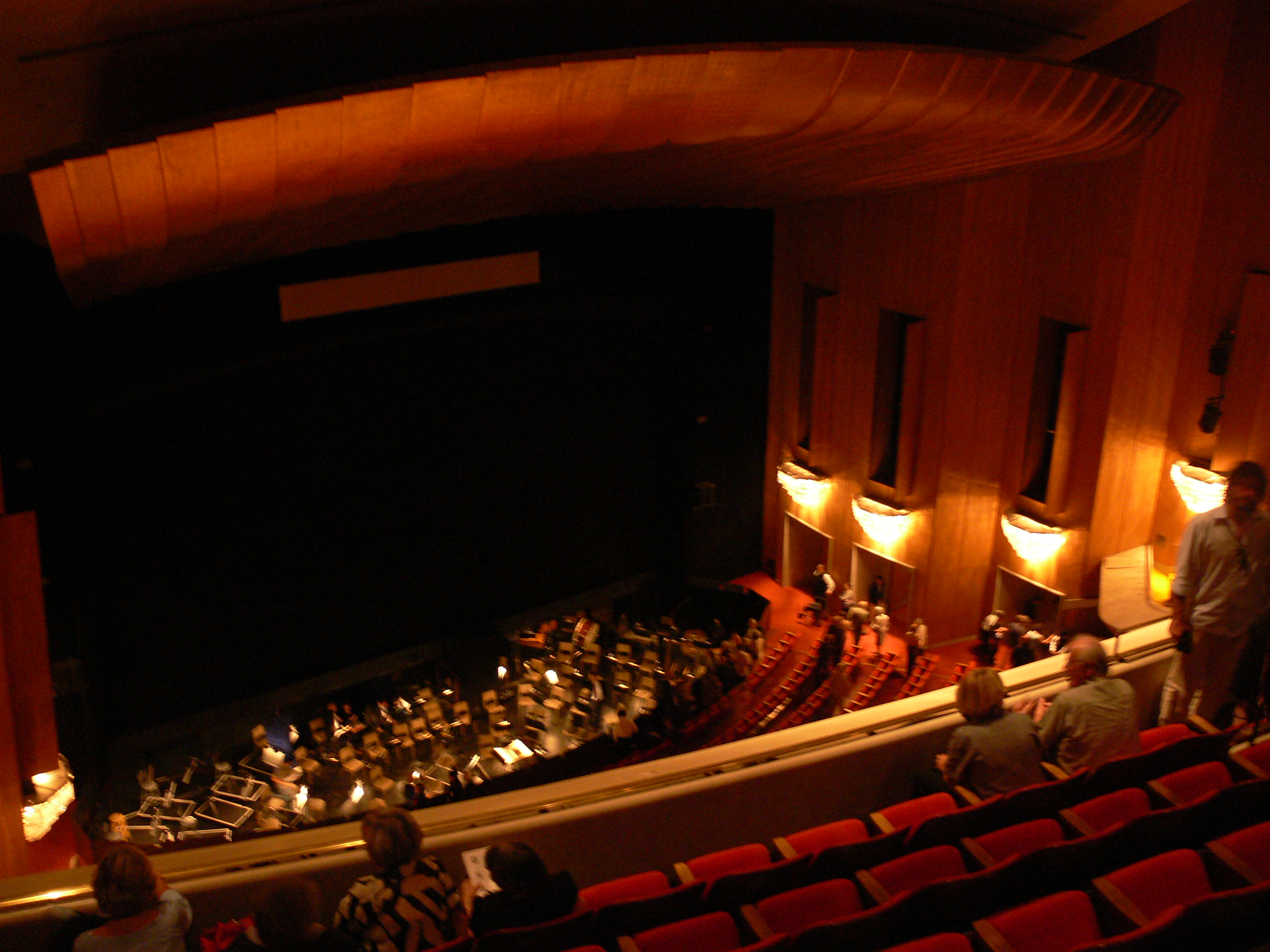
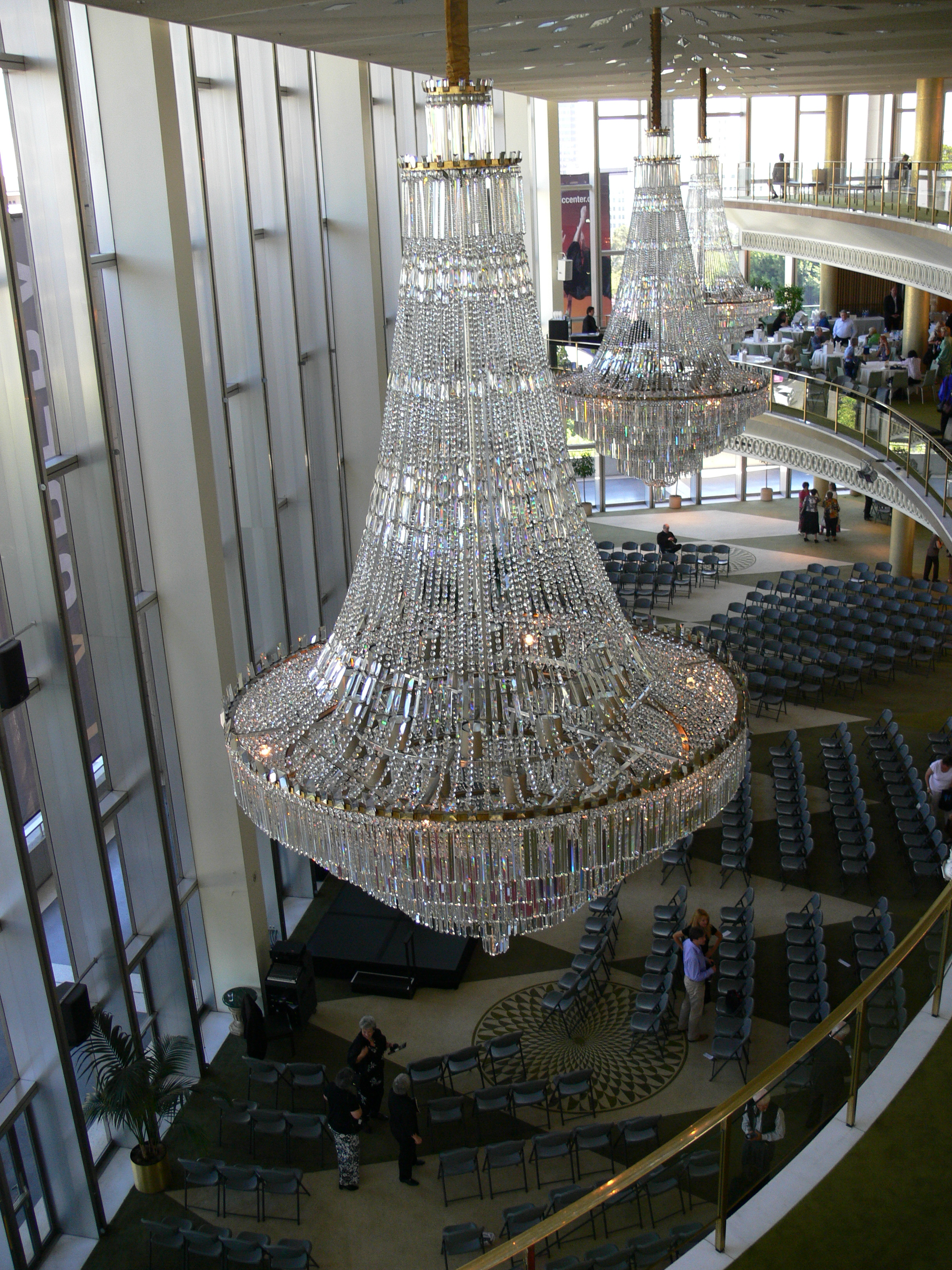
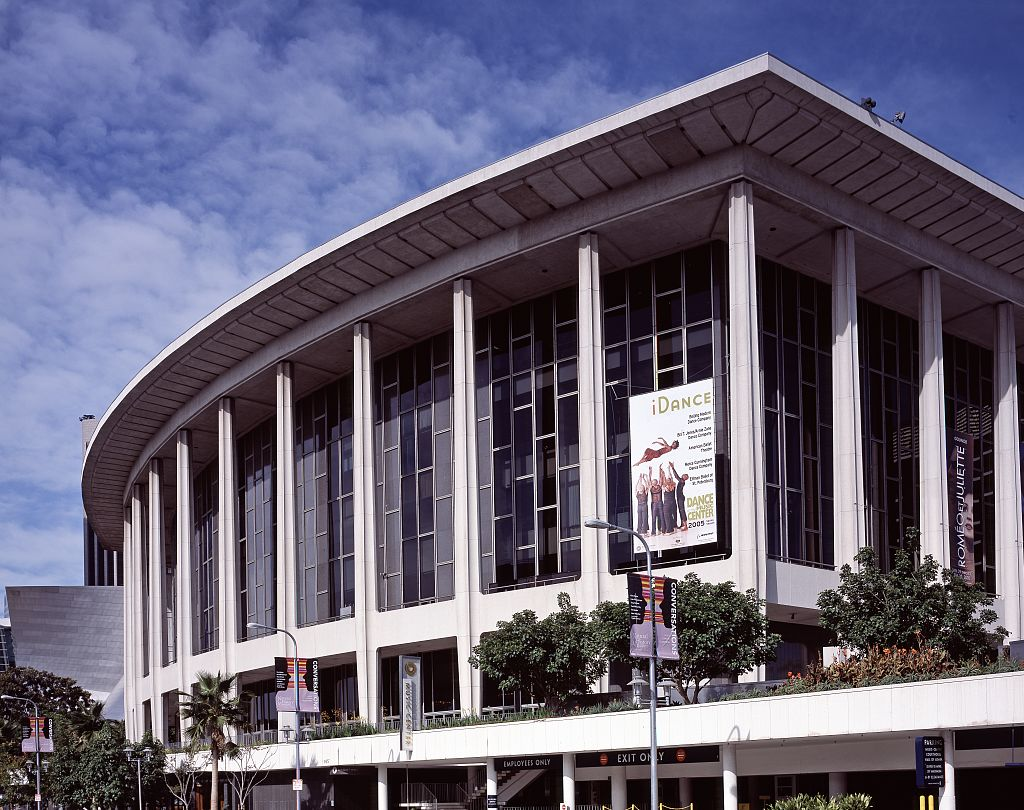